# Mycena arcangeliana
Mycena arcangeliana é uma espécie de cogumelo da família Mycenaceae.